# Max von Gemmingen (1868–1949)

Max von Gemmingen um 1900

Max Karl Friedrich von Gemmingen (* 7. Mai 1868 auf Stettenfels; † 2. Mai 1949 in Neckarsulm) war ein württembergischer Oberst im Ersten Weltkrieg.

## Leben
Er entstammte dem 2. Unterzweig (Stuttgart) der Fürfelder Linie der Freiherren von Gemmingen-Guttenberg und war ein Sohn des württembergischen Forstbeamten Ernst Franz Karl von Gemmingen (1816–1876) und der Pauline von der Osten (1830–1915).
Gemmingen besuchte die Schule in Kirchheim unter Teck und später in Stuttgart das Eberhard-Ludwigs-Gymnasium und das Realgymnasium. 1881 trat er in die Quarta des Kadettenhauses Oranienstein ein, 1883 in die Obertertia der Hauptkadettenanstalt in Groß-Lichterfelde. Nach der Portepeefähnrichsprüfung 1886 wurde er in die Selekta des Kadettenkorps aufgenommen. 1886/87 war er Leibpage von Kaiserin Augusta, die ihm für seine Tätigkeit einen Ehrendegen verlieh. 1887 trat er als Sekondeleutnant in das Grenadier-Regiment „Königin Olga“ (1. Württembergisches) Nr. 119 ein, war von 1890 bis 1893 Adjutant des II. Bataillons und stieg zum Regimentsadjutanten auf. Als solcher erhielt er das Ritterkreuz II. Klasse des Verdienstordens Philipps des Großmütigen mit Schwertern.
Während des Ersten Weltkriegs avancierte Gemmingen am 15. Februar 1915 zum Oberstleutnant und wurde zwei Tage später vorübergehend zur Dienstleistung beim Kriegsministerium kommandiert. Unter Enthebung von diesem Kommando wurde am 14. Juni 1915 zum Kommandeur des  Ersatz-Infanterie-Regiment 51 ernannt und am 18. Februar 1916 mit dem Ritterkreuz des Militärverdienstordens sowie am 19. Dezember 1916 mit dem Ehrenkreuz des Ordens der Württembergischen Krone mit Schwertern ausgezeichnet. Am 21. Juni 1917 übernahm Gemmingen das Grenadier-Regiment „Königin Olga“ (1. Württembergisches) Nr. 119 und führte es an der Italienfront in der Isonzo- sowie in der Piaveschlacht. Dafür erhielt er am 12. Januar 1917 das Ritterkreuz des Königlichen Hausordens von Hohenzollern mit Schwertern und das Österreichische Militärverdienstkreuz III. Klasse mit der Kriegsdekoration. Am 22. März 1918 erfolgte seine Beförderung zum Oberst und am 18. August 1918 die Ernennung zum Kommandeur der 51. Infanterie-Brigade innerhalb der 26. Division (1. Königlich Württembergische). König Wilhelm II. verlieh Gemmingen am 8. November 1918 das Komturkreuz II. Klasse des Friedrichs-Ordens mit Schwertern.
Nach Kriegsende und der Demobilisierung trat er in den Ruhestand und verfasste die Chronik des Grenadier-Regiments von 1914 bis 1918.

## Familie
Er war ab 1898 verheiratet mit Gertrud Capler von Oedheim genannt Bautz (1872–1962), einer Tochter von Heinrich Capler von Oedheim genannt Bautz. Aus der Ehe gingen zwei Kinder hervor:
- Wolf Dietrich (1902–1929)
- Sigmund Ernst Heinrich (* 1913) ⚭ Gerda Maria Soika (* 1921)

Sein Bruder Reinhard von Gemmingen (1859–1909) schlug eine nahezu gleich verlaufende Militärlaufbahn ein und hat mit Hildegard (1867–1905) eine weitere Capler-Tochter geheiratet.

## Werke
- Das Grenadier-Regiment Königin Olga (1. Württ.) Nr. 119 im Weltkrieg 1914–1918. (Die württembergischen Regimenter im Weltkrieg 1914–1918, Band 39), Stuttgart 1927.